# Нью-Йорк, Нью-Йорк (фильм, 1977)
«Нью-Йорк, Нью-Йорк» (англ. New York, New York) — один из первых фильмов Мартина Скорсезе. Лирическая драма с элементами комедии и большим количеством музыкальных номеров. Съёмки проходили в Нью-Йорке и Лос-Анджелесе, США. Вышел на экраны в 1977 году. В главных ролях заняты Роберт де Ниро и Лайза Миннелли. Заглавная музыкальная тема New York, New York позднее стала чрезвычайно популярной в исполнении Фрэнка Синатры.

## Сюжет
Нью-Йорк, 1945 год. На концерте джаз-оркестра в ночном клубе вернувшийся с фронта Джимми (Де Ниро) настойчиво, но безуспешно пытается познакомиться с девушкой по имени Франсин (Миннелли). На следующее утро они снова сталкиваются в холле гостиницы, где она разыскивает подругу, а он добивается очередной отсрочки платежа за проживание. В отсрочке отказано, Джимми спасается бегством, увлекая за собой в такси Франсин. В разговоре выясняется, что он — неплохой саксофонист. Практически против своей воли она попадает на очередное прослушивание Джимми. Тот с напором оспаривает любые замечания владельца клуба, но в самый острый момент разговора Франсин запевает джазовый стандарт «You Brought a New Kind of Love to Me», Джимми подхватывает мелодию. Дуэт получает приглашение на работу.

## В ролях
- Роберт Де Ниро — Джимми
- Лайза Миннелли — Франсин
- Лайонел Стэндер
- Барри Праймус
- Джулия Филлипс — девушка, флиртующая с Джимми (в титрах не указана)
- Джек Хейли — Мастер церемонии (в титрах не указан)